# Thatched House Lodge
Thatched House Lodge – rezydencja królewska położona w londyńskiej dzielnicy Richmond upon Thames. Obecnie stanowi miejsce zamieszkania księżniczki Aleksandry. 
Początkowo na tym obszarze stały dwa budynki, wzniesione w 1673 jako miejsce pracy i zamieszkania dla pracowników pobliskiego parku królewskiego. W 1771 w wyniku przebudowy nastąpiło połączenie obu gmachów w jeden i nadanie mu niniejszej nazwy. Przez kolejne dwieście lat budynek należał do dworu królewskiego i był udostępniany na zasadzie mieszkania służbowego wysokim urzędnikom dworskim. W 1963 został przekazany w dzierżawę Angusowi Ogilvy, który krótko przedtem poślubił księżniczkę Aleksandrę, ale odmówił formalnego przystąpienia do rodziny królewskiej lub nawet przyjęcia tytułu szlacheckiego. 
Od śmierci męża w 2004 księżniczka jest jedynym mieszkańcem rezydencji. Nie jest ona jednakże jej oficjalną siedzibą, gdyż tę rolę pełni należący do niej jeszcze od czasów panieńskich apartament w Pałacu Św. Jakuba. 